# Kétchup

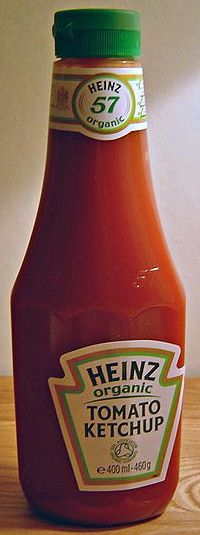
Envase comercial de kétchup

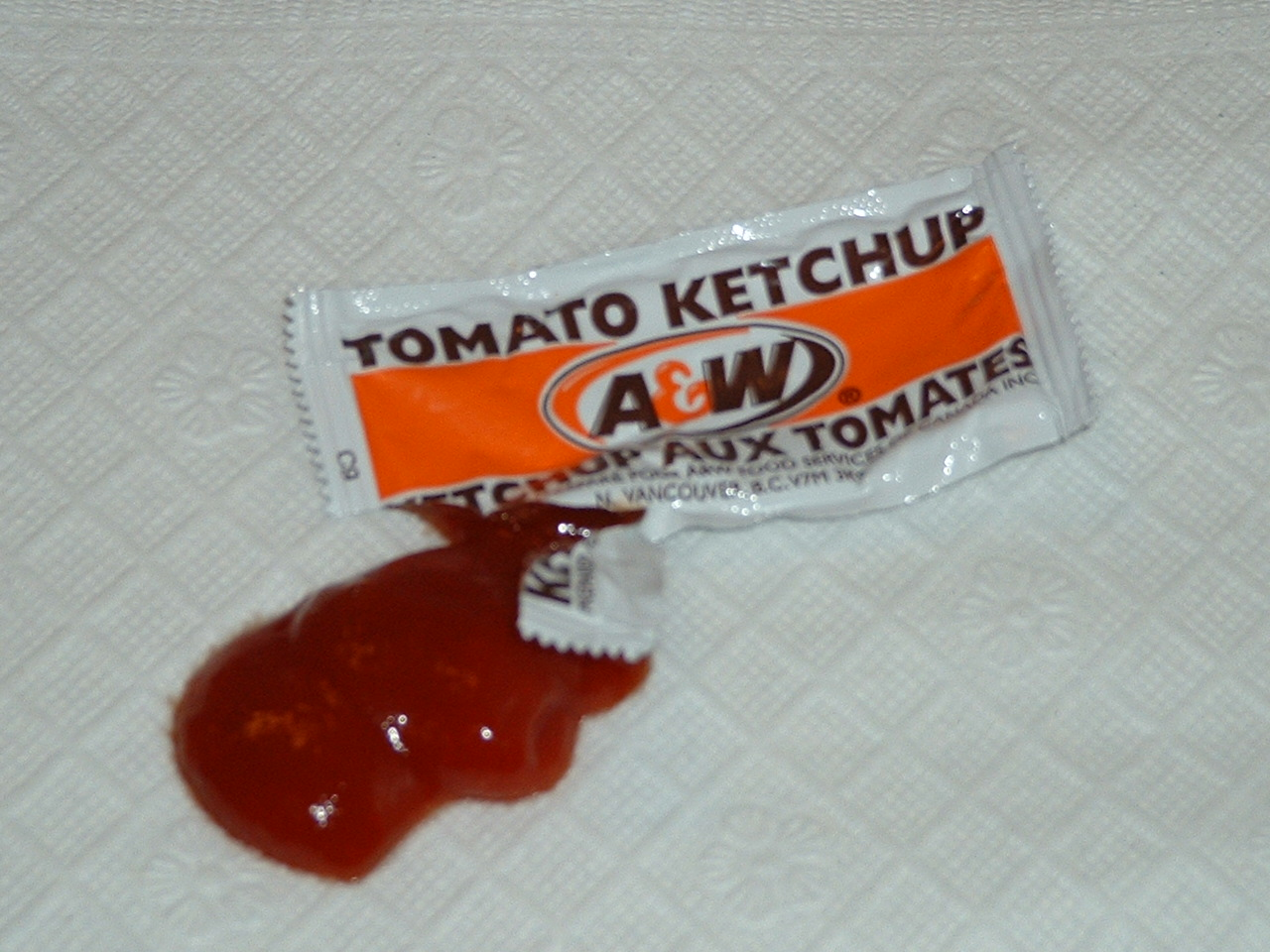
Paquete monodosis de kétchup

El kétchup (forma más común), cátchup o cátsup  es una salsa agridulce de origen chino hecha de tomate, azúcar y vinagre, con condimentos y diversas especias. Se usa con mayor frecuencia como condimento para platos típicamente considerados de comida rápida.
El kétchup de tomate se elabora a partir de tomate, azúcar, sal y vinagre, con condimentos y especias. Las especias y los sabores varían, pero suelen incluir cebolla, pimienta de Jamaica, cilantro, clavo, comino, ajo y mostaza, y a veces incluyen apio, canela o jengibre. El líder del mercado en Estados Unidos (60% de cuota de mercado) y Reino Unido (82%) es Heinz. El kétchup de tomate se utiliza a menudo como condimento de platos que suelen servirse calientes y son fritos o grasientos: patatas fritas y otros platos de patatas, hamburguesas, perritos calientes, pollo tierno, bocadillos calientes, pasteles de carne, huevos cocidos y carne a la parrilla o frita. El kétchup se utiliza a veces como base o ingrediente de otras salsas y aderezos, y su sabor puede reproducirse como saborizante adicional para aperitivos, como patatas fritas.

## Historia
Tiene como origen al ketsiap, de China, una salsa picante que acompañaba el pescado y la carne pero que no incluía el tomate entre sus ingredientes. Los ingleses lo importaron del archipiélago malayo en el siglo XVIII. El kétchup moderno fue ideado por el estadounidense Henry J. Heinz, quien tras probar con manzanas, melocotones y otras frutas como elemento principal, en 1876 añadió el tomate a dicha salsa, siendo esta última la que más éxito tuvo entre los consumidores. Heinz comercializó por primera vez el kétchup en 1876; anteriormente había iniciado su actividad en 1869 vendiendo rábanos en conserva con la novedad del envasado: se hacía en tarros de cristal y era la primera vez que se comercializaba así. En un principio, se usaron tomates frescos para su elaboración, pero más tarde se usaron tomates en vinagre para una mejor conservación. La fórmula de conservado procedía de su madre. La empresa se denominó Heinz & Noble y la creó con su socio L. Clarence Noble. La empresa fue extendiéndose por todo el mundo de tal forma que hoy en día está íntimamente asociada al producto. En 1990, Heinz introdujo en Estados Unidos el primer recipiente de kétchup de plástico reciclable, extendiéndose mundialmente. 

### Etimología
Existen diversas teorías acerca del origen de la palabra «ketchup», pero lo cierto es que ya en 1711 se utilizaba el término en Inglaterra. Según el diccionario de la Real Academia Española, la palabra proviene del chino kôechiap, que significa ‘salsa de pescado en escabeche’ (salsa de pescado). Otras teorías mencionan que la palabra puede provenir de «ke-tsiap», originaria de la isla Amoy, cercana a China. A finales del siglo XVII, el nombre «ketchup» y muestras del producto llegaron a Inglaterra, donde apareció publicado en la prensa por primera vez en el año 1690 como «catsup». Tras un siglo, en 1711, comenzó a utilizarse el concepto «ketchup».
En la década de 1690 un brebaje mezclado de pescado en salmuera fue llamado jugo de carpa, que, en chino amoy, se pronuncia (鲑 汁) "kê-chiap".

## Contenido
El principal contenido del kétchup es el tomate. La mayor parte del kétchup comercial emplea salsa de tomate concentrada. El kétchup también lleva azúcar, sal, hierbas aromáticas, cebollas y especias. 
Algunas marcas pueden incluir chile (pimiento), creando de esta forma una versión llamada kétchup picante.

### Diferencias con la salsa de tomate
Podría pensarse que, en España, la salsa de tomate frito es el equivalente al kétchup en otros países, pero cabe resaltar que, entre ambas, hay muchas diferencias: la salsa de tomate contiene aceite y el kétchup no; el kétchup contiene vinagre y la salsa de tomate no; el kétchup se elabora a partir de concentrado de tomate, mientras que la salsa de tomate se prepara a partir de tomates frescos triturados. En el terreno de los aditivos, el kétchup contiene más tipos y cantidad que la salsa de tomate.[cita requerida] En el kétchup, el contenido de azúcar está entre el 3 % y el 10 %, mientras que, en la salsa de tomate, se encuentra apenas (entre 0,2 % y el 2 %) o se incluye como un aditivo corrector de la acidez de los tomates no maduros incluidos en el proceso. El kétchup tiene más sal que la salsa de tomate. El kétchup tiene un aporte de calorías de un 25 % mayor que la salsa de tomate, siendo, además, el contenido en tomate ligeramente superior en el kétchup al emplearse concentrado.

## Denominaciones regionales
En la mayor parte de los países se le hace llamar por su nombre original kétchup o cátsup, siendo esta denominación de género ambiguo. No obstante, en algunos países como República Dominicana se le da el nombre coloquial cachú, en Guatemala se le conoce como salsa dulce y en otros como Colombia, Venezuela y Ecuador se le denomina, simplemente, salsa de tomate.

## Propiedades físicas
El kétchup se encuentra dentro de la lista de los fluidos no newtonianos, tales como las cremas batidas, la sangre, las emulsiones fotográficas, el esmalte de uñas, coloides, etcétera. Este tipo de fluidos tiene la propiedad de cambiar su viscosidad en función de la agitación. Este fenómeno explica que, con la intención de sacar de los envases de kétchup una porción, este se agite violentamente contra la palma de una mano, lográndose de esta forma que fluya fácilmente por la abertura del envase.

### Viscosidad

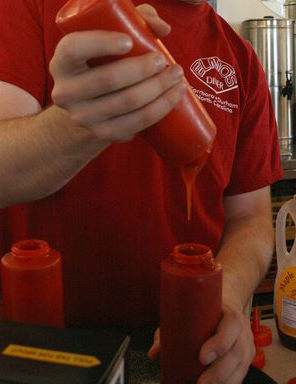
Transfiriendo kétchup entre botellas de plástico

El kétchup de tomate comercial tiene un aditivo, normalmente goma xantana, que confiere al condimento una propiedad pseudoplástica o de "adelgazamiento por cizallamiento", más comúnmente conocida como tixotrópica. Esto aumenta considerablemente la viscosidad del kétchup con una cantidad relativamente pequeña añadida -normalmente un 0,5%-, lo que puede dificultar su vertido desde un recipiente. Sin embargo, la propiedad diluyente de la goma hace que, cuando se aplica una fuerza al kétchup, la viscosidad disminuya, lo que permite que la salsa fluya. Un método común para sacar el kétchup de la botella consiste en invertir la botella y agitarla o golpear el fondo con el talón de la mano, lo que hace que el kétchup fluya rápidamente. El kétchup en botellas de plástico puede manipularse además apretando la botella, lo que también disminuye la viscosidad del kétchup en su interior. Otra técnica consiste en invertir la botella y golpear con fuerza la parte superior del cuello con dos dedos (índice y corazón juntos). En concreto, con una botella de cristal de Kétchup Heinz, se golpea el círculo 57 del cuello.
Esto ayuda a que el kétchup fluya aplicando la fuerza de cizallamiento correcta. Estas técnicas funcionan por el comportamiento de los fluidos pseudoplásticos: su viscosidad (resistencia al flujo) disminuye al aumentar la velocidad de cizallamiento. Cuanto más rápido se cizalla el kétchup (agitando o golpeando la botella), más fluido se vuelve. Una vez eliminado el cizallamiento, el kétchup vuelve a su viscosidad original.
El kétchup es un fluido no newtoniano, lo que significa que su viscosidad cambia bajo tensión y no es constante. Es un fluido cizallante, lo que significa que su viscosidad disminuye con el aumento de la tensión de cizallamiento. La ecuación utilizada para designar un fluido no newtoniano es la siguiente: {\displaystyle \eta =\tau /{\dot {y}}}. Esta ecuación representa la viscosidad aparente que es el esfuerzo cortante dividido por la velocidad de corte. La viscosidad depende de la tensión. Esto es evidente cuando se agita una botella de salsa de tomate/kétchup para que se vuelva lo suficientemente líquida como para salir a chorros. Su viscosidad disminuye con la tensión.
La composición molecular del kétchup es lo que crea sus características Dilatante-pseudoplástico. Pequeños polisacáridos, azúcares, ácidos y agua constituyen la mayor parte del producto metaestable del kétchup, y estas pequeñas estructuras son capaces de moverse más fácilmente a través de una matriz debido a su baja masa. Cuando se exponen a un esfuerzo cortante, las moléculas de la suspensión pueden responder rápidamente y crear una alineación dentro del producto. Los enlaces entre las moléculas son principalmente enlaces de hidrógeno, interacciones iónicas e interacciones electrostáticas, todas las cuales pueden romperse cuando se someten a tensión. Los enlaces de hidrógenos se reorganizan constantemente dentro de un producto debido a su necesidad de estar en el estado de energía más bajo, lo que confirma aún más que los enlaces entre las moléculas se romperán fácilmente. Esta alineación sólo dura mientras se aplica la tensión de cizallamiento. Las moléculas vuelven a su estado desorganizado original una vez que se disipa la tensión de cizallamiento.
En 2017, investigadores del Instituto Tecnológico de Massachusetts informaron del desarrollo de un recubrimiento para botellas que permitía que todo el producto resbalara sin dejar residuos.
En 2022, investigadores de la Universidad de Oxford descubrieron que las salpicaduras de una botella casi vacía pueden evitarse apretando más despacio y duplicando el diámetro de la boquilla.

### Separación
El kétchup es uno de los muchos productos que son lixiviables, lo que significa que el agua dentro del producto migra junto con las moléculas más grandes dentro del sedimento del producto, causando en última instancia que el agua se separe. Esto forma una capa de agua sobre el kétchup debido a la inestabilidad molecular del producto. Esta inestabilidad está causada por interacciones entre moléculas hidrofóbicas y moléculas cargadas dentro de la suspensión de kétchup.
La pectina es un polisacárido presente en los tomates que tiene la capacidad de unirse a sí mismo y a otras moléculas, especialmente el agua, a su alrededor. Esto le permite crear una matriz gelatinosa, dependiendo de la cantidad que haya en la solución. El agua es una parte importante del kétchup, ya que constituye el 80% de la composición del vinagre destilado. Para que el agua del kétchup se encuentre en el estado de energía más bajo posible, se deben establecer todos los enlaces de hidrógeno que se pueden crear dentro de la matriz. El agua ligada al polisacárido se mueve más lentamente dentro de la matriz, lo que es desfavorable con respecto a la entropía.  El mayor orden dentro del complejo polisacárido-agua da lugar a un estado de alta energía, en el que el agua querrá aliviarse. Este concepto implica que el agua se unirá más favorablemente consigo misma debido al aumento del desorden entre las moléculas de agua. Esta es en parte la causa de la lixiviación del agua fuera de la solución cuando se deja inalterada durante un corto periodo de tiempo.

## Aceptación cultural
El kétchup se ha hecho muy popular en todos los países, y puede tenerse como un indicador económico, por ejemplo en Estados Unidos la tasa de penetración en los hogares es del 97 %, solo por debajo de la sal, el azúcar y la pimienta. Solo en Estados Unidos una persona consume tres envases al año (casi un litro). Conviene saber que los hare krishnas no comen encurtidos (como el pepino en vinagre) ni prueban el kétchup porque contienen vinagre, que es un producto fermentado.

## Salud
El kétchup no es especialmente dañino, solo debe vigilarse la cantidad ingerida en algunos periodos. Por las características y sus contenidos, debe tenerse en cuenta en aquellas personas que tienen problemas estomacales, tales como gastritis o úlcera, debido al carácter ácido de la fórmula. Las personas que tienen diabetes deben vigilar el consumo debido al contenido de azúcares. Las personas con hipertensión deben saber que el contenido normal de sales es del 2 %. En el apartado de calorías el kétchup aporta de media 100 calorías por cada 100 gramos, y debe tenerse en cuenta que contiene tomate concentrado (el tomate natural contiene 18 calorías por cada 100 gramos), mientras que el tomate frito aporta unas 80 calorías por cada 100 gramos.[cita requerida]
Algunas compañías que fabrican este producto han lanzando al mercado versiones dietéticas en las que emplean sucralosa o stevia rebaudiana en lugar de azúcar. De esta manera las personas con problemas de diabetes u obesidad pueden disfrutar del kétchup sin mayores preocupaciones.
Se especula que el kétchup pudiera contener trazas de gluten, lo cual sería nocivo en el caso de algunas personas con intolerancia a este (principalmente los celíacos). Por este motivo existen también versiones de kétchup sin gluten.

## Usos
Suele emplearse por lo general aliñando patatas fritas, pollo frito, hamburguesas, perros calientes, sándwiches, etcétera. Algunas personas la emplean también con arroz blanco, tostones, pasta, cóctel de camarones, entre otros. En México se consume también junto con huevo, ya sea con papas, tortilla, salchicha, jamón o pizza.

## Derivados
Del kétchup derivan algunos aderezos tales como la salsa BBQ o barbecue (con humo líquido que le da un color caoba oscuro y sabor ahumado), la salsa agridulce china (con vinagre, zumo de naranjillas y azúcar) y si se mezcla con mayonesa se obtiene la salsa golf (conocida también como salsa cóctel, salsa rosa en España, mayocachú en República Dominicana, mayochup en Puerto Rico  o salsa rosada en Colombia y Venezuela).

## Otros usos (no alimentarios)
Algunas personas lo usan para limpiar objetos de cobre o latón, como por ejemplo los platillos de una batería.